# Ramsey-theorie
De Ramsey-theorie maakt deel uit van de combinatoriek, een deelgebied van de discrete wiskunde. Ramsey-theorie gaat over de vraag hoeveel elementen uit een met een zekere wiskundige structuur uitgeruste verzameling gekozen moeten worden, opdat dezelfde wiskundige structuur in een deelverzameling teruggevonden kan worden, waarbij tevens aan een bepaalde eigenschap wordt voldaan. De theorie is genoemd naar de vroegtwintigste-eeuwse Britse wiskundige Frank Ramsey. Het centrale thema van de theorie is, dat in grote systemen altijd patronen zullen opduiken.

## Het postvakprincipe
Een bekend principe uit de combinatoriek betreft het zogenaamde postvakprincipe.
Dit principe stelt dat er ten minste twee ballen in één bak terechtkomen bij het verdelen van {\displaystyle n} ballen over {\displaystyle n-1} bakken {\displaystyle (n>1).} Meer algemeen geldt dat er een bak met ten minste {\displaystyle a} ballen moet bestaan na het toewijzen van {\displaystyle n(a-1)+1} ballen aan {\displaystyle n} bakken {\displaystyle (n>0,a>0).} Het postvakprincipe wordt vaak ook zo geformuleerd: Na toekenning van {\displaystyle a} ballen aan {\displaystyle n} bakken zal er een bak zijn met (naar boven afgerond) ten minste {\displaystyle a/n} ballen {\displaystyle (n>0,a>0).}
Het postvakprincipe laat ons zien dat een willekeurige structuur (een willekeurige verdeling van ballen over een vast aantal bakken) vanaf een bepaalde omvang (een bepaald aantal ballen) noodzakelijkerwijs een regelmatige deelstructuur moet bevatten (een bak met minimaal een bepaald aantal ballen). De minimale omvang waarbij een regelmatige deelstructuur noodzakelijkerwijs optreedt kan in sommige gevallen (zoals in het geval van het postvakprincipe) exact berekend worden. Kortgezegd komt het erop neer dat totale chaos onmogelijk is: vanaf een bepaalde omvang moeten willekeurige structuren noodzakelijkerwijs regelmatige deelstructuren bevatten.
In de Ramsey-theorie wordt deze gedachte opgepakt en verder uitgewerkt. De Ramsey-theorie bestaat uit een collectie gelijksoortige stellingen die allemaal het bestaan van regelmatige deelstructuren aantonen in willekeurige structuren van voldoende omvang.
De centrale stelling van de Ramsey-theorie wordt ook wel de stelling van Ramsey genoemd, naar Frank P. Ramsey, die deze stelling in 1928 formuleerde en bewees. Het is feitelijk een generalisatie van het postvakprincipe. We geven hieronder de eindige versie van deze stelling.

## De stelling van Ramsey
Laat {\displaystyle n,a_{1},\ldots ,a_{n},q>0} gehele getallen zijn. Dan bestaat er een kleinste geheel getal {\displaystyle R(a_{1},\ldots ,a_{n},q)} zodanig dat voor iedere {\displaystyle q}-kleuring met kleuren {\displaystyle 1,\ldots ,n} van een verzameling met ten minste {\displaystyle R(a_{1},\ldots ,a_{n},q)} elementen geldt dat er een {\displaystyle i} bestaat en een deelverzameling met {\displaystyle a_{i}} elementen waarvan alle {\displaystyle q}-deelverzamelingen dezelfde kleur {\displaystyle i} hebben."
Hierbij is een {\displaystyle q}-deelverzameling een deelverzameling met {\displaystyle q} elementen en een {\displaystyle q}-kleuring van een verzameling een toewijzing van een kleur aan iedere {\displaystyle q}-deelverzameling van deze verzameling.
Dat de stelling van Ramsey inderdaad een generalisatie is van het postvakprincipe kan ingezien worden door {\displaystyle q} gelijk te nemen aan 1 en alle {\displaystyle a_{i}} gelijk te kiezen aan eenzelfde vast getal {\displaystyle a>0:}
{\displaystyle R(a,\ldots ,a,q)=n(a-1)+1}

## Ramsey-getallen
De getallen {\displaystyle R(a_{1},\ldots ,a_{n},q)} worden wel Ramsey-getallen genoemd. Zo is {\displaystyle R(3,3,2)=6.} Dit betekent dus dat een 2-kleuring met 2 kleuren van een verzameling met 6 elementen noodzakelijkerwijs een deelverzameling van drie elementen moet bevatten waarvan alle 2-deelverzamelingen dezelfde kleur hebben.
Deze uitspraak kan geïnterpreteerd worden als een uitspraak over volledige grafen: Een volledige graaf met 6 punten waarvan iedere lijn rood of blauw is, moet drie punten bevatten waarvan de onderlinge drie verbindingslijnen allemaal rood of allemaal blauw zijn. Op een feestje waar zes mensen aanwezig zijn moeten er dus drie mensen te vinden zijn die elkaar onderling kennen of elkaar onderling niet kennen.
Het is in het algemeen zeer moeilijk om Ramsey-getallen te berekenen en alleen van kleine Ramsey-getallen is dan ook de exacte waarde bekend.